# Lilia Landi
Lilia Landi, nombre artístico de Lilia Giovannetti, (Roma, 24 de agosto de 1929) es una actriz italiana retirada, que participó en una veintena de películas a lo largo de su carrera cinematográfica que abarcó desde la década de 1940 hasta la de 1960.

## Biografía
Lilia Giovannotti nació en Roma el 24 de agosto de 1929. Fue finalista de certamen de Miss Italia en 1946 y se graduó en 1950 en el Centro Experimental de Cine.
En 1952 fue elegida por Federico Fellini para interpretar el papel Felga, una diva de fotonovelas en la película El jeque blanco, con Alberto Sordi y Giulietta Masina. Al año siguiente trabajó también bajo la dirección de Fellini en Los inútiles haciendo de sí misma como una ex reina de belleza que corona a una nueva miss. Sin embargo, su filmografía se resume principalmente en películas de serie B.
También actuó en teatro en compañías como las de Wanda Osiris y Ugo Tognazzi o con directores como Mario Landi y Daniele D'Anza.

## Filmografía completa
- L'apocalisse (1947)
- Mañana será tarde (1950)
- Miss Italia (1950)
- Turri il bandito (1950)
- Era lui, sì, sì! (1951)
- Il caimano del Piave (1951)
- Destino (1951)
- Licenza premio (1951)
- El jeque blanco (1952)
- Totò e i re di Roma (1952)
- Abracadabra (1952)
- Los inútiles (1953)
- Frine, cortigiana d'Oriente (1953)
- Milanesi a Napoli (1954)
- Destinazione Piovarolo (1955)
- El ferroviario (1956)
- I vagabondi delle stelle (1956)
- El grito (1957)
- Gli zitelloni (1958)
- Somos dos fugitivos (1959)
- Los gigantes de la Tessaglia (1960)